# Ceromitia alternipunctella
Ceromitia alternipunctella là một loài bướm đêm thuộc họ Adelidae. Loài này có ở Nam Phi.